# Herbert Schack
Herbert Eugen Alfred Schack (ur. 28 października 1893 w Żelaznej Górze k. Braniewa w Prusach Wschodnich, zm. 15 lutego 1982 w Berlinie) – niemiecki ekonomista, profesor Wolnego Uniwersytetu w Berlinie.

## Życiorys
Był synem protestanckiego pastora w Żelaznej Górze (Eisenberg) Alberta Schacka. W 1914 w Braniewie (Braunsberg) ukończył gimnazjum i uzyskał maturę na wiosnę 1914 roku. Następnie przez jeden semestr studiował teologię i filozofię na Uniwersytecie Albechta w Królewcu. Gdy wybuchła I wojna światowa, zgłosił się na ochotnika do 1. Pułku Artylerii Pieszej i na początku stycznia 1915 został skierowany na front. Do 1918 roku dosłużył do stopnia porucznika. Od Wielkanocy 1918 Herbert Schack rozpoczął studia z zakresu filologii, filozofii, prawa i ekonomii w Królewcu. W 1919 otrzymał stopień doktora filozofii na podstawie pracy Die transzendentale Apperzeption bei Kant als formales und reales Grundprinzip, a w 1922 r. z zakresu nauk politycznych i społecznych pracą Das Geltungsproblem des sozialen Werturteils.
W 1923 został stałym asystentem na Wydziale Nauk Politycznych na Uniwersytecie Albrechta w Królewcu. W 1924 uzyskał habilitację. W 1926 otrzymał stanowisko profesora w katedrze ekonomii Wyższej Szkoły Handlowej w Królewcu (Handelshochschule Königsberg). Po przejęciu władzy przez narodowych socjalistów w 1933 roku został zmuszony do ustąpienia ze stanowiska. Następnie pracował w bankowości i branży ubezpieczeniowej oraz w organizacji Związek Chrześcijańskiej Młodzieży Męskiej (YMCA). W okresie powojennym, w latach 1946–1948, był zatrudniony w Głównym Urzędzie Statystycznym w Berlinie. Po utworzeniu Wolnego Uniwersytetu w Berlinie otrzymał stanowisko wykładowcy z zakresu ekonomii i filozofii biznesu. Przez wiele lat pracy na uczelni wyróżniał się jako krytyk marksizmu.
W 1932 roku Uniwersytet w Tartu przyznał Herbertowi Schackowi honorowy doktorat z zakresu nauk ekonomicznych.
Alfred Schack był jego bratem.